# Daphne Slater
Daphne Slater (née le 3 mars 1928 à Bayswater en Angleterre et morte le 4 octobre 2012 en Suisse) est une actrice anglaise, connue pour ses rôles shakespeariens et ses rôles en costumes.
Elle a obtenu des premiers rôles dans plusieurs films télévisés et adaptations de romans, parmi lesquels on peut noter le rôle de Harriet Smith dans la première adaptation d'Emma de Jane Austen en 1948, puis celui d'Elizabeth Bennet dans Orgueil et Préjugés une mini-série télévisée réalisée en 1952 pour la BBC, et celui d'Anne Elliot dans la mini-série télévisée réalisée en 1960 pour la BBC tirée du roman Persuasion. Elle a aussi incarné Jane Eyre en 1956 et Anne d'Autriche en 1968 dans une mini-série en neuf épisodes The Man in the Iron Mask.
Elle a été l'épouse de l'acteur, réalisateur et producteur John Harrison (né en 1924). 